# Moussorgski (film)
Pour plus de détails, voir Fiche technique et Distribution.
Moussorgski ou La Vie passionnée de Moussorgsky (Мусоргский) est un film soviétique réalisé par Grigori Rochal, sorti en 1950.

## Synopsis
Le film retrace la vie du compositeur Modeste Moussorgski.

## Fiche technique
- Titre : Moussorgski
- Titre original : Мусоргский (Musorgskiy)
- Réalisation : Grigori Rochal
- Scénario : Anna Abramova et Grigori Rochal
- Photographie : Mikhaïl Magid et Lev Sokolski
- Montage : V. Mironova
- Production : Guennadi Kazanski
- Société de production : Lenfilm Studio
- Société de distribution : Procinex (France)
- Pays :  Union soviétique
- Genre : Biopic et drame
- Durée : 120 minutes
- Dates de sortie : 
  -  Union soviétique : 27 novembre 1950
  -  France : 9 juillet 1952

## Distribution
- Alexandre Borissov : Modeste Moussorgski
- Nikolaï Tcherkassov : Vladimir Stassov, le critique
- Vladimir Balachov : Mili Balakirev
- Youri Leonidov : Alexandre Borodine
- Andreï Popov : Nikolaï Rimski-Korsakov
- Bruno Freindlich : César Cui
- Fiodor Nikitine : Alexandre Dargomyjski
- Lioubov Orlova : Tatiana Platonova (en)
- Lidia Chtykan : Alexandra
- Valentina Ouchakova : Nadejda
- Vassili Sofronov : Dormidont Ivanovitch

## Distinctions
Le film a été présenté en sélection officielle en compétition au Festival de Cannes 1951.